# Castell Glas
Castell Glas är ett slott i Storbritannien.   Det ligger i kommunen Newport och riksdelen Wales, i den södra delen av landet, 200 km väster om huvudstaden London. Castell Glas ligger 13 meter över havet.
Terrängen runt Castell Glas är huvudsakligen platt, men åt nordväst är den kuperad. Havet är nära Castell Glas åt sydost.Runt Castell Glas är det tätbefolkat, med 636 invånare per kvadratkilometer. Närmaste större samhälle är Newport, 2,4 km norr om Castell Glas. Runt Castell Glas är det i huvudsak tätbebyggt.